# Il processo Clémenceau (film 1912)
Il processo Clémenceau è un film del 1912 diretto da Edoardo Bencivenga.